# Kątek (Drohiczany)
Kątek – część wsi Drohiczany w Polsce położona w województwie lubelskim, w powiecie hrubieszowskim, w gminie Uchanie.
W latach 1975–1998 Kątek administracyjnie należał do województwa zamojskiego.